# Њумаркет (Њу Хемпшир)
Њумаркет (енгл. Newmarket) насељено је место без административног статуса у америчкој савезној држави Њу Хемпшир.

## Демографија
По попису из 2010. године број становника је 5.297, што је 173 (3,4%) становника више него 2000. године.
| Група             | 2000.         | 2010.         |
| Белци             | 4.743 (92,6%) | 4.740 (89,5%) |
| Афроамериканци    | 43 (0,8%)     | 67 (1,3%)     |
| Азијати           | 141 (2,8%)    | 214 (4,0%)    |
| Хиспаноамериканци | 102 (2,0%)    | 154 (2,9%)    |
| Укупно            | 5.124         | 5.297         |